# Achicador
El  achicador  o  achicadora  de mano es un dispositivo que se utiliza para sacar el agua de un pequeño barco, como un velero. En el caso más simple, no es más que un contenedor que puede ser llenado de forma manual tirando luego el agua por la borda. Es uno de los equipos estándar en los barcos pequeños, y suele ser de plástico.
Este tipo de dispositivo está en uso desde los primeros tiempos de la navegación y todavía está se emplea en pequeñas embarcaciones de vela y en barcas.
Algunos países tienen regulaciones que los requieren como material obligatorio.
La administración pública sueca de pesca, así como la finlandesa recomiendan llevar un achicador siempre en los barcos de pesca. En Suecia también es obligatorio en las embarcaciones de recreo.

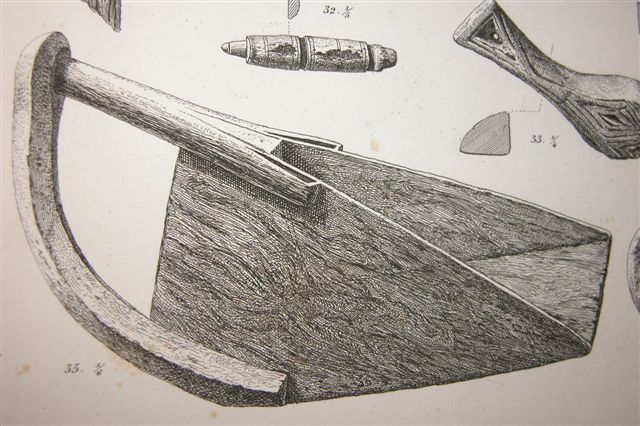
Edad de Hierro: achicador de mano Nydam Mose
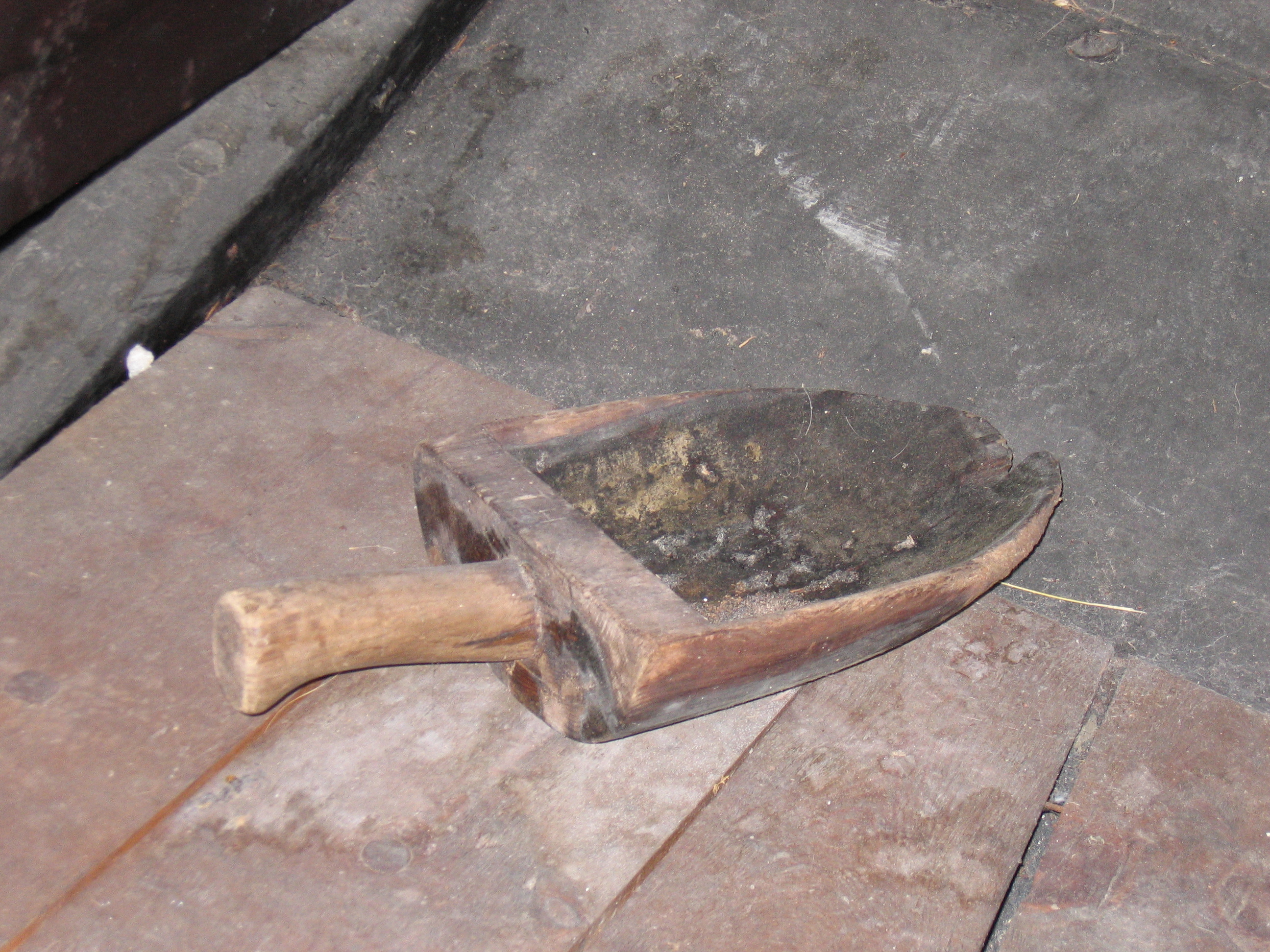
"Auskjer" noruego (achicador de mano tradicional)
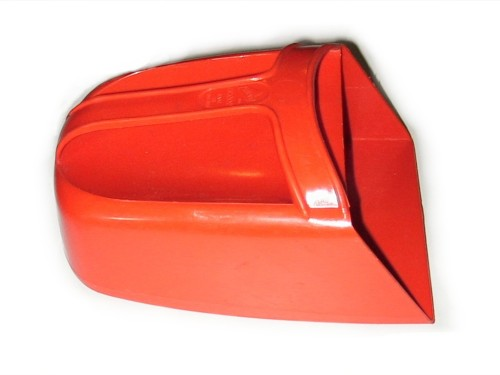
Achicador de mano moderno de plástico

## Achicador automático
En algunos tipos modernos de embarcaciones para la práctica de deportes de vela, los achicadores manuales pueden ser obsoletos, ya que normalmente están equipadas con achicadores  automáticos  (también llamados  Bailers ) que funcionan chupando el agua por efecto Venturi.

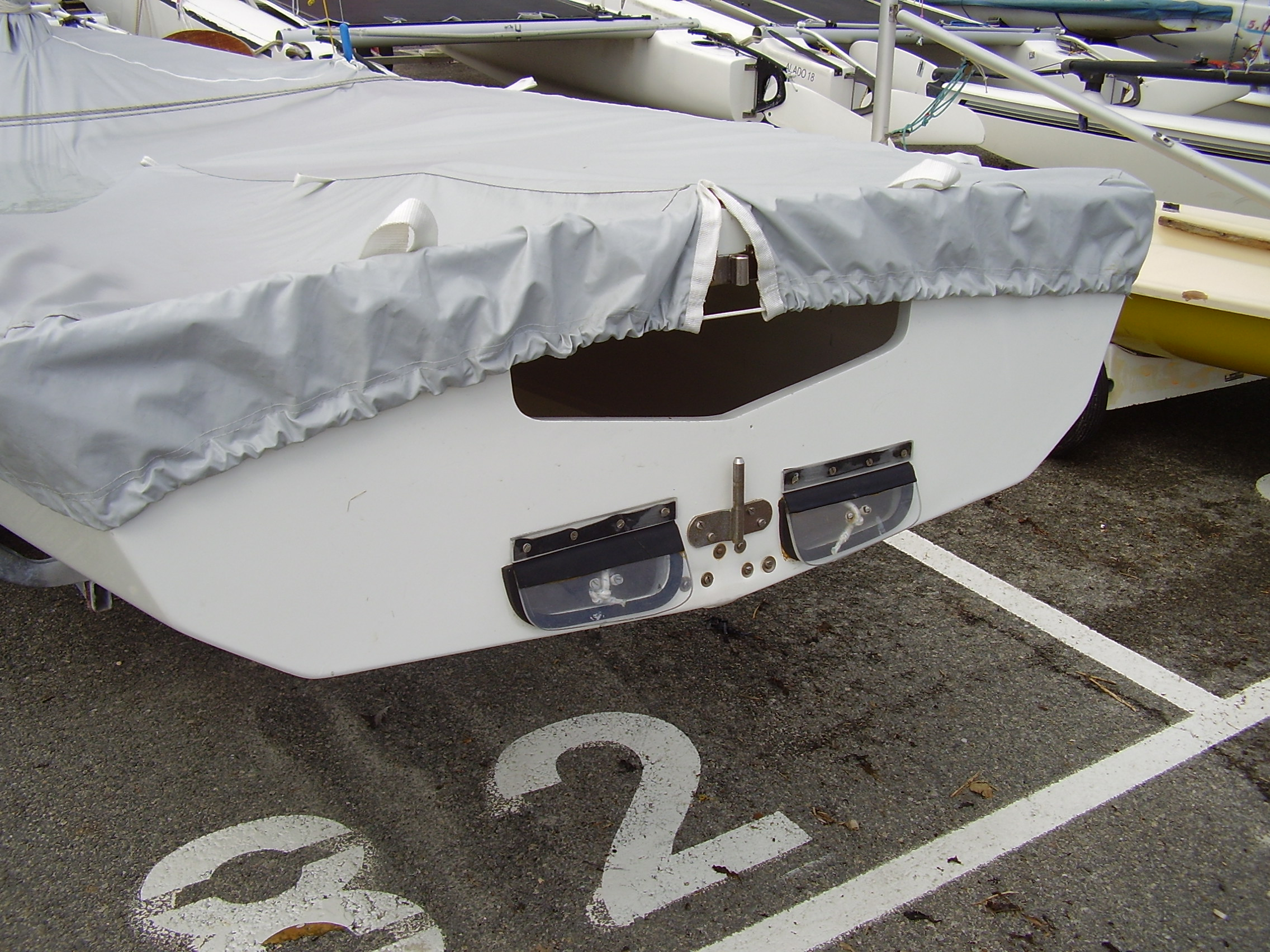
Bailer, del tipo de popa
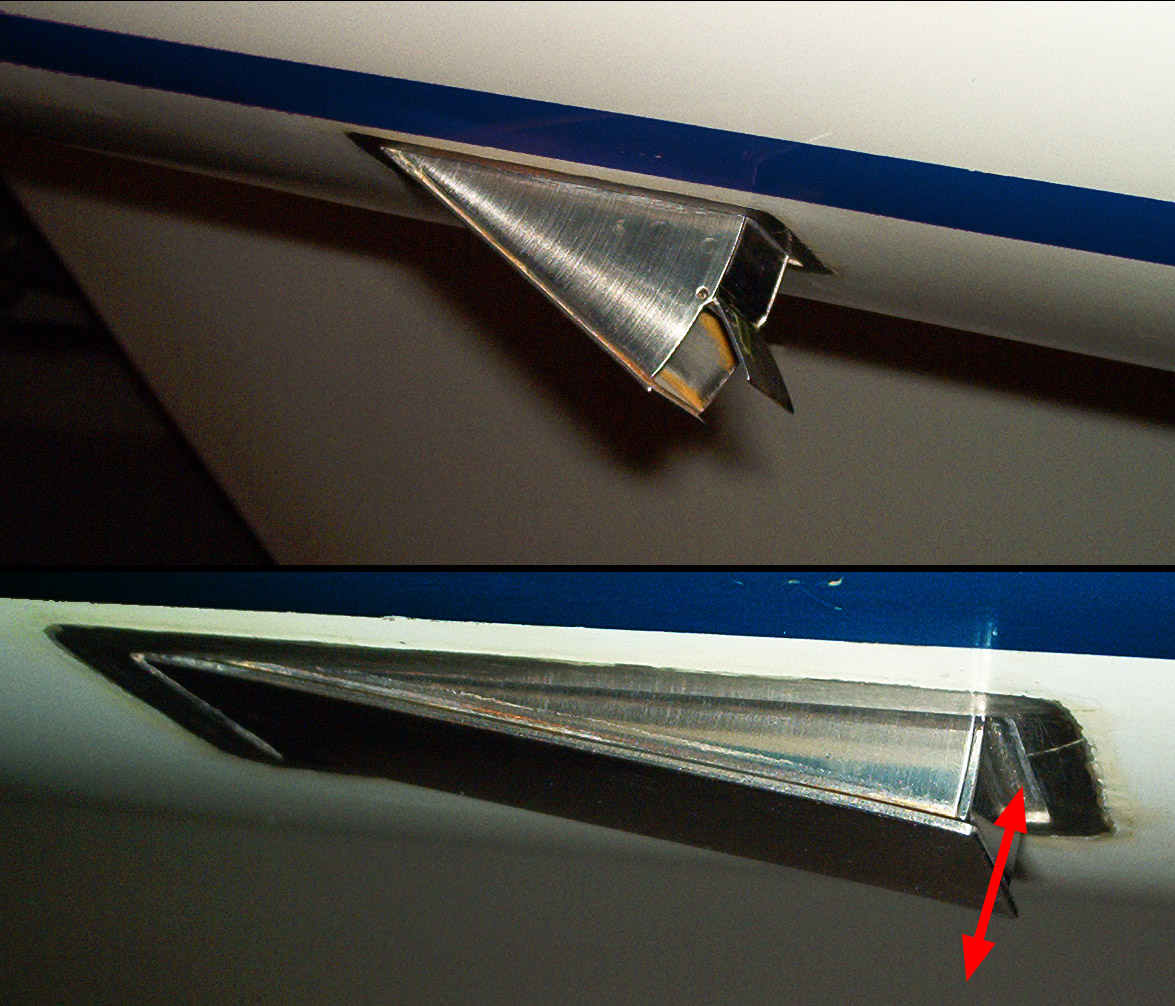
Bailer, del tipo de fuera del barco
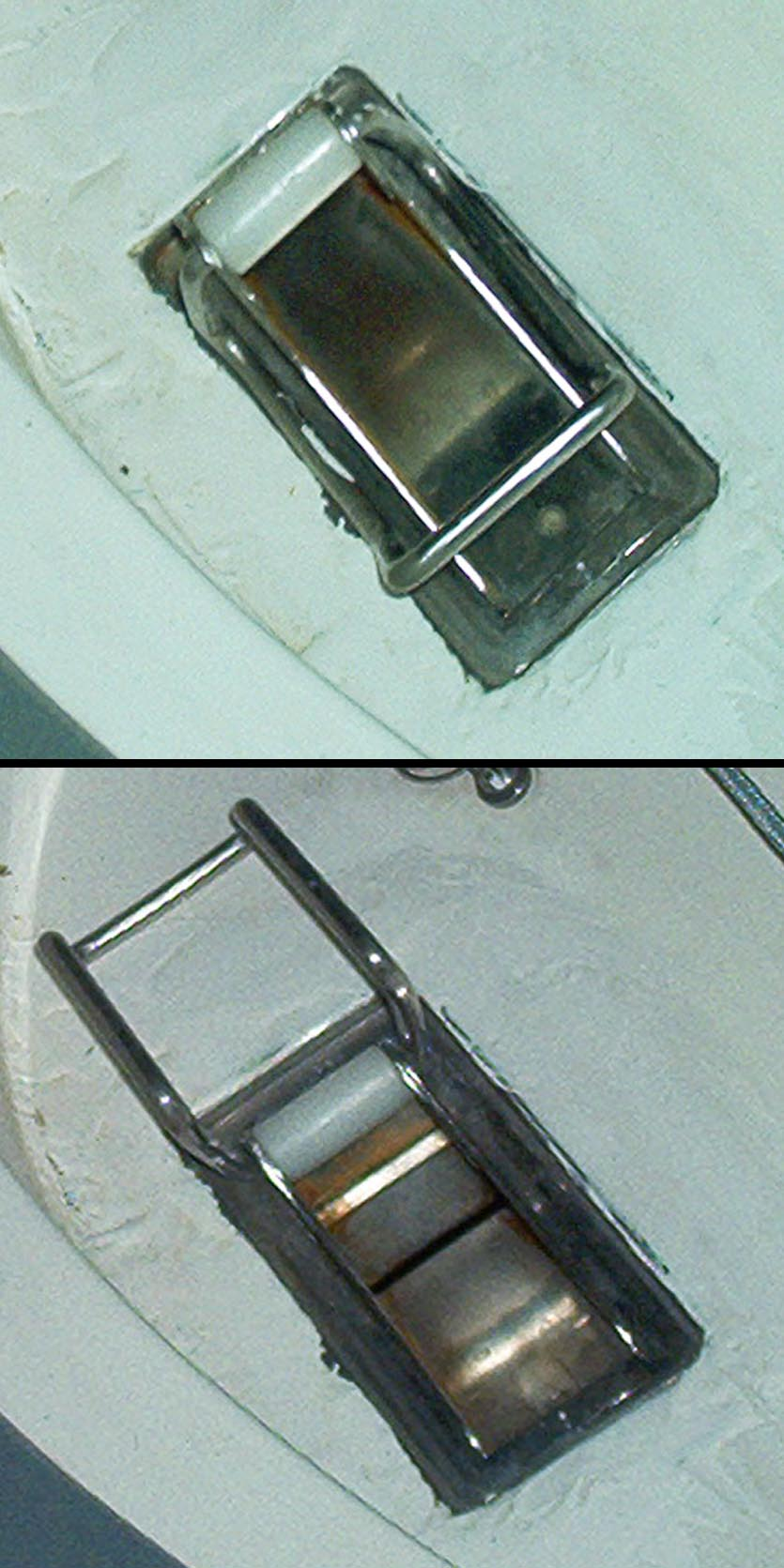
Bailer, del tipo del interior del barco